# Führervorbehalt (1938)
Le Führervorbehalt (réserve du Führer ou droit de préemption du Führer) est un décret officieux de 1938 qui indique que le Führer, Adolf Hitler, a l'intention de décider personnellement de l'utilisation des biens confisqués à la suite de la confiscation, après l'Anschluss en mars 1938, de nombreuses œuvres d'art appartenant à des Juifs.

## Historique
Il est publié le 18 juin 1938 par le chef de la Chancellerie du Reich, Hans Heinrich Lammers,,,,.  . Il fait suite aux pillages organisés par la Gestapo et le parti national-socialiste des travailleurs allemands (NSDAP) durant la première semaine de l'Anschluss. Ce décret interdit que des œuvres d'art de grande valeur, principalement pillées aux familles juives mais également à des personnes hostiles à l'État, puissent être utilisées pour meubler les bureaux de l'administration ou les résidences officielles des hauts fonctionnaires, ni achetées par les principaux dirigeants de l'État et du parti,. Adolf Hitler a pour but de sélectionner et de distribuer les œuvres dans des petites villes autrichiennes. Les œuvres les plus belles doivent être envoyées au Führermuseum, un projet de musée gigantesque prévu à Linz en Autriche. Karl Haberstock, marchand d'art berlinois et conseiller artistique d'Adolf Hitler, est chargé du tri des différentes œuvres. Celles-ci sont entreposées à la Hofburg, à Vienne. En juin 1939, Hans Posse, historien de l'art et directeur de musée à Dresde, est finalement nommé pour s'occuper des collections du Führermuseum,. 
Par décret du ministère de l'Intérieur et des Affaires culturelles du 25 août 1939, cette réserve est considérablement étendue,, il est désormais appliqué en dehors de l'Autriche et concerne l'Allemagne et autres pays occupés. Ce décret n'est néanmoins pas diffusé correctement et certains conservateurs de musées sont surpris de son existence lors de son application.

## Voir également